# Hutchinson (Verlag)
Hutchinson war ein englischer Verlag, der 1887 in London gegründet wurde. 
1985 fusionierte er mit dem Verlagshaus Century Publishing und firmierte vier Jahre unter dem Namen Century Hutchinson. 1989 ging dieser Verlag in der Verlagsgruppe Random House auf, die wiederum 1998 von der Bertelsmann AG übernommen wurde. Der Name Century Hutchinson blieb als Imprint der Cornerstone Publishing Division erhalten und ist heute Teil von Penguin Random House.